# Бубањ
Бубањ је музички инструмент у породици перкусивних инструмената, стручно класификован као мембранофон. Мембрафони су ударачки инструменти са затегнутом мембраном на којима звук настаје вибрирањем мембране која се прави од животињске коже или пластике. По мембрани може се ударати руком, батићима, метлицама и палицама. Бубњеви се састоје од барем једне мембране, која се назива мембрана или глава бубња, која је развучена преко шкољке и довољно затегнута да произведе звук услед удара. Бубњеви спадају у најстарије и најраспрострањеније инструменте, а дизајн им се у основи није променио стотинама година.
Бубњеви се могу свирати појединачно, при чему бубњар користи један бубањ, и неки бубњеве као што су ђембе Већи број различитих бубњева заједно са чинелама формира основни модерни комплет бубњева.

## Употребе
Бубњеви се обично свирају ударањем руком, или са једним или два штапа. Користе се разне врсте штапова, укључујући дрвене штапове и штапове са меканим пужевима на крају. У многим традиционалним културама, бубњеви имају симболичку функцију и користе се у верским церемонијама. Бубњеви се често користе у музичкој терапији, посебно ручни бубњеви, због њихове тактилне природе и лаке употребе од стране разних људи.
У популарној музици и џезу, под бубњевима се обично подразумева комплет бубњева или сет бубњева (са чинелама, или у случају хард рок жанрова, велики број чинела).

## Конструкција
Оквир готово увек има кружни отвор преко којег се затеже глава бубња, док облик остатка оквира широко варира. У западној музичкој традицији најчешћи облик је цилиндар, мада тимпани, на пример, користе оквир у облику посуде. Остали облици обухватају дизајнирани оквир (тар, Бодран), скраћене купе (бонго бубњеви, Ашико), чашасти облик (ђембе) и придружене скраћене купе (бубањ за разговор).
Бубњеви са цилиндричним оквирима могу бити отворени на једном крају (као што је случај са тимбалама), или могу имати две главе бубња, по једну главу на сваком крају. Једноглави бубњеви обично се састоје од коже разапете преко затвореног простора или преко једног од крајева шупље посуде. Бубњеви са две главе који покривају оба краја цилиндричног оквира често имају мали отвор на половини између две главе; оквир формира резонантну комору за настали звук. Изузеци укључују афрички бубањ са прорезима, такође познат као бубањ од трупца, јер је израђен од издубљеног дебла, и карипски челични бубањ, направљен од металне бачве. Бубњеви са две главе могу такође имати низ жица, званих замке, које се држе преко доње главе, горње главе или обе главе. Такав бубањ се назива добош. На неким бубњевима са две главе може се изрезати или инсталирати рупа или бас рефлексни прикључак на једној глави, као што је случај са неким бас бубњевима из 2010-их година у рок музици.
На модерним бенд и оркестарским бубњевима, глава бубња је постављена преко отвора бубња, који се држи на оквиру помоћу „супротног обруча” (или „обода”), који је причвршћен помоћу бројних вијака за подешавање, званих „шипке за затезање”, које се вијцима постављају равномерно по ободу. Напетост главе може се подесити лабављењем или затезањем шипки. Многи такви бубњеви имају шест до десет шипки за затезање. Звук бубња зависи од многих променљивих - укључујући облик, величину и дебљину оквира, материјале оквира, материјал за супротни обруч, материјал главе бубња, напетост бубња, положај бубња, локацију, брзину и угао удара.
Пре проналаска затезних шипки, бубњарске коже су биле причвршћене и подешаване системима канапа - као на ђембету - или клиновима и конопима, попут Еве бубњева. Ове се методе данас ретко користе, мада се понекад појављују на војним марширајућим бубњевима. На пример, глава говорећег бубња може се привремено затегнути притиском ужади која повезује горњу и доњу главу. Слично томе, табла се подешава ударањем чекићем диска који се држи у месту око бубња ужетом које се протеже од врха до дна главе. Оркестарски тимпани могу се брзо подесити на прецизне тонове помоћу ножне папучице.

## Звук
Неколико фактора одређује звук који бубањ производи, укључујући врсту, облик и конструкцију оквира бубња, врсту глава бубњева и напетост тих глава бубњева. Различити звукови бубњева имају различите употребе у музици. На пример, савремени том-том бубањ. Џез бубњару могу да буду неопходни бубњеви који су високотонски, резонантни и тихи, док рок бубњар вероватно преферира бубњеве који су гласни, суви и нискотонски ...
Глава бубња има највише утицаја на звук бубња. Сваки тип главе бубња служи својој сопственој музичкој сврси и има свој јединствени звук. Двослојни бубњеви пригушују високофреквентне хармонике јер су тежи и погодни су за тешко свирање. Главе бубњева са белим текстуром на њима мало пригушују нијансе главе бубња, стварајући мање разнолик тон. Главе бубњева са централним сребрним или црним тачкицама имају тенденцију да још више пригуше звукове, док главе бубњева са звучним прстенима на ободу углавном елиминишу горње тонове. Неки џез бубњари избегавају употребу дебелих глава бубњева, и преферирају једнослојне главе бубњева, или главе бубњева без пригушивања. Рок бубњари често преферирају дебље или обложене главе бубњева.
Други по значају фактор који утиче на звук бубња је напетост главе на оквиру. Када се обруч постави око главе бубња и оквира и затегне затезним шипкама, напетост главе се може подесити. Када се напетост повећа, амплитуда звука се смањује и фреквенција повећава, чинећи тон звука вишим, а јачину звука мањом.
Врста оквира такође утиче на звук бубња. Будући да вибрације резонирају у оквиру бубња, оквир се може користити за повећање јачине и за манипулацију типа звука који се производи. Што је већи пречник оквира, то је нижа висина тона. Што је дубина бубња већа, то је већа јачина. Дебљина оквира такође одређује запремину бубњева. Дебљи оквири дају гласније бубњеве. Махагони подиже фреквенцију ниских тонова и држи веће фреквенције на приближно истој брзини. Кад се одабира сет оквира, џез бубњари углавном преферирају мање оквире од јавора, док рок бубњарима више одговарају већи оквири од брезе.

## Историја
Бубњеви направљени од алигаторских кожа су нађени у неолитским културама на локацијама у Кини. Они потичу из периода 5500–2350. п. н. е. Према књижевним записима, бубњеви су често кориштени у ритуалним церемонијама које су имале шаманске карактеристике.
Бронзани Дунг Сун бубњеви потичу из Дунг Сун културе бронзаног доба у северном Вијетнаму. Један од њих је Нгоц Лу бубањ.

### Бубњање животиња
Макаки мајмуни бубњају објектима на ритмичан начин да би исказали друштвену доминацију и показано је да се то обрађује у њиховим мозговима на сличан начин као у вокализације, што указује на еволуционо порекло бубњања као дела друштвене комуникације. Други примати производе бубњајуће звуке ударајући се у груди и тапшући рукама, док глодари као што су кенгурски пацови производе сличне збуке ударајући својим шапама по земљи.

### Бубњеви у уметности
Ударање бубњева може да буде наменски израз емоција ради забаве, духовности и комуникације. Многе културе практикују ударање бубњева као духовни или верски пасаж и тумаче ритам бубња слично говорном језику или молитви. Бубањ се развио током миленијума у моћну уметничку форму. Ударање бубњева се обично сматра кореном музике и понекад се изводи као кинестетички плес. Као дисциплина, ударање бубњева се концентрише на обуку тела да пунктуира, преноси и интерпретира музичке ритмичке намере публици и извођачу.

### Војне примене
Кинеске трупе су користиле тајгу бубњеве за мотивацију одреда, као помоћ у успостављању корака при марширању, и за сазивање ради издавања наређења или најава. На пример, током рата између Ћи и Лу 684. п. н. е, ефекат бубња на војнички морал је кориштен да се преокрене исход велике борбе. У средњовековној Европи, употреба бубња за војне сврхе није почела до крсташких времена. Европске армије су се први пут сусреле с њима у борби против исламских снага. Током претколумбовског ратовања, познато је да су Астечке нације користиле бубњеве да шаљу сигнале ратницима у борбама. Наватловска реч за бубањ грубо се преноси као веветл.
Корпус бубњева и труба швајцарске мисионарске пешадије је такође користио бубњеве. Они су користили рану верзију добоша који је ношен преко бубњаровог десног рамена, суспендован ременом (обично се ударало са једном руком користећи традиционалне удараљке). То је исто тако инструмент на који се енглеска реч за бубањ првобитно односила. Слично томе, током Енглеског грађанског рата бубњеве са затезним конопцем су носили млађи официри као средство за преношење команди виших официра, јер се тако могла надјачати бука битке. Ови су такође висили преко рамена бубњара и типично су кориштене две удараљке. Различите регименте и компаније су имале препознатљиве и јединствене ритмове бубња које су само они препознавали. Средином 19. века шкотска војска је почела да уводи гусларске бендове у њихове брдске пукове.
У модерним временима, термин ратним бубњеви се користи као метафора за ратне припреме.